# Heimatmuseum der Deutschen aus Bessarabien und der Dobrudscha

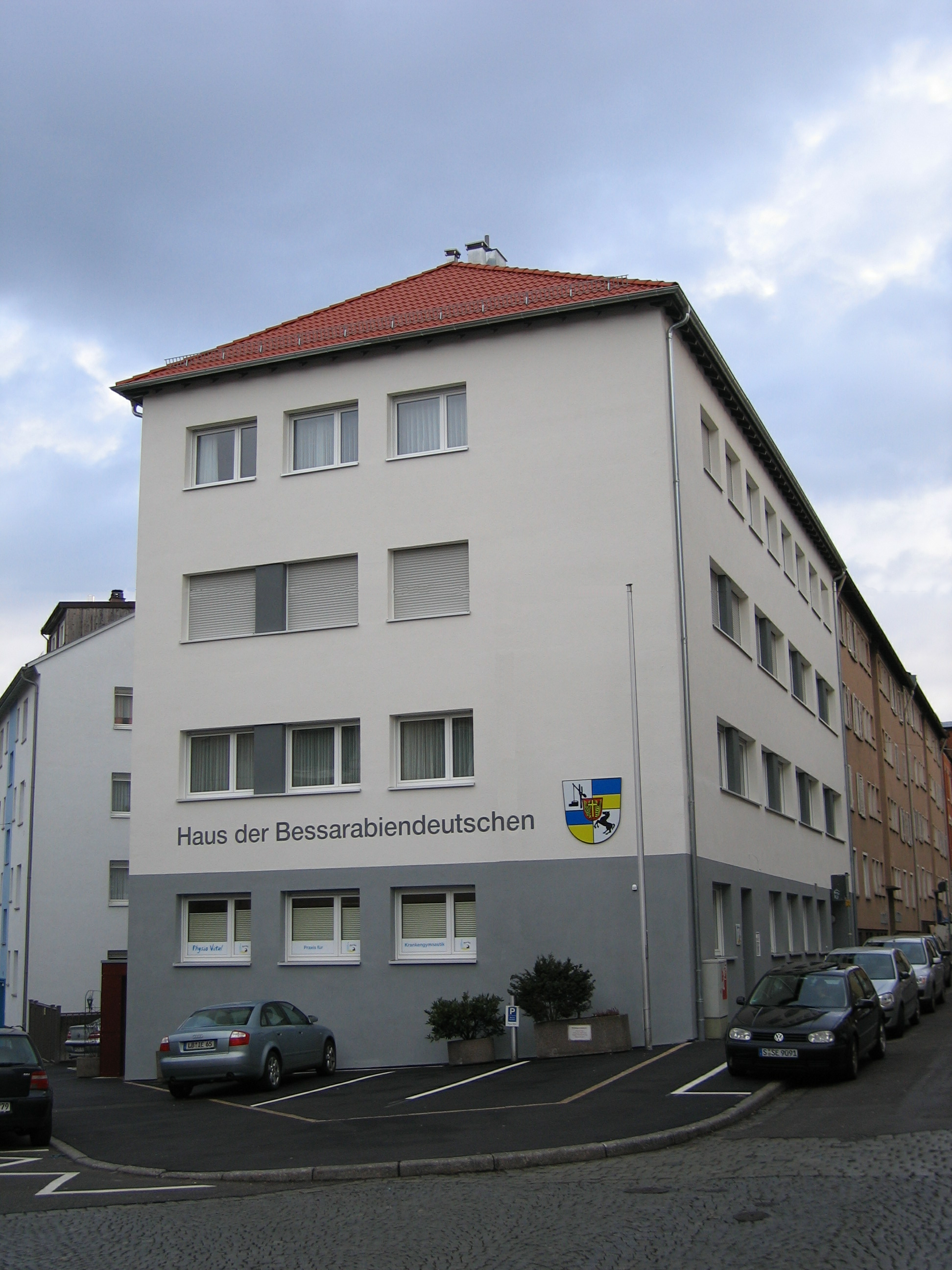
Haus der Bessarabien- und Dobrudschadeutschen in Stuttgart

Das Heimatmuseum der Deutschen aus Bessarabien und der Dobrudscha ist ein Heimatmuseum der Bessarabiendeutschen und der Dobrudschadeutschen in Stuttgart. Es wurde dort 1952 als Heimatmuseum der Bessarabiendeutschen gegründet und fungiert seit dem Anschluss der Landsmannschaft der Dobrudscha- und Bulgariendeutschen 2009 auch als Museum für diesen Personenkreis. 
Eine Vorläufereinrichtung bestand zwischen 1922 und 1940 in Sarata in Bessarabien. 2006 ging das Heimatmuseum im neu gegründeten Bessarabiendeutschen Verein auf, der den Museumsbetrieb in Stuttgart-Ostheim nach der Umbenennung unverändert weiterführt.

## Gründung
Vorläufer war das Kulturhistorische Heimatmuseum der Deutschen Kolonisten Bessarabiens, das in Sarata (Bessarabien) 1922 zum hundertjährigen Ortsbestehen gegründet wurde. Es bestand bis zur Umsiedlung der Bessarabiendeutschen 1940. Nach dem Zweiten Weltkrieg wurde das Museum als Heimatmuseum der Bessarabiendeutschen vom Trägerverein Heimatmuseum der Deutschen aus Bessarabien e. V. am 24. Mai 1952 in Stuttgart neu gegründet. Anfangs war es in Privaträumen untergebracht. Ab 1954 befand es sich in einigen Räumen im Alten Waisenhaus am Charlottenplatz, die die Stadt Stuttgart zur Verfügung gestellt hatte. Seit 1963 befindet sich der Sitz im Haus der Bessarbiendeutschen in Stuttgart. Anfangs verfügte das Museum über eine Ausstellungsfläche von 78 m², nach 1995 abgeschlossenen Umbaumaßnahmen sind es heute (2010) 400 m². Durch die Fusion des Heimatmuseums mit den bisherigen bessarabiendeutschen Vereinigungen 2006 ist das Museum Teil des Bessarabiendeutschen Vereins.

## Ausstellungsinhalte
Das Museum präsentiert die Geschichte der Bessarabien- und Dobrudschadeutschen mit Informationen über die Gründe der Auswanderung nach Bessarabien im 19. Jahrhundert, die weitere Siedlung in der Dobrudscha, das Leben und Schaffen in dem Landstrich am Schwarzen Meer sowie zu den politischen Hintergründen der Umsiedlung von 1940. Ebenso wird Wissen über die Ansiedlung im besetzten Polen sowie die Flucht aus diesen östlichen Bereichen gegen Ende des Zweiten Weltkriegs vermittelt. Ein weiteres Kapitel ist die Integration der Bessarabien- und Dobrudschadeutschen in Deutschland und die Auswanderung in andere Länder.
Ausstellungsgegenstände sind:
- Auswanderungsdokumente
- Landschaftsfotos aus Bessarabien
- Dorfpläne der früheren deutschen Dörfer
- Geräte aus der Landwirtschaft und dem Handwerk
- Spielzeug
- Haushaltsgegenstände
- Musikinstrumente
- Bekleidung, wie Schuluniformen

Integriert in das Museum sind Kulturgüter der Dobrudschadeutschen, die sich als Landsmannschaft der Dobrudscha- und Bulgariendeutschen 2009 dem Bessarabiendeutschen Verein anschlossen. Eine eigene Abteilung wurde im Oktober 2016 installiert.

## Aufgaben
- Präsentation von Ausstellungsstücken aus der 125-jährigen Geschichte der Bessarabiendeutschen und der Dobrudschadeutschen zwischen 1814 und 1940
- Sammlung und Archivierung von Originalen, Modellen, Schrift- und Archivgut aus allen Lebensbereichen der Deutschen in Bessarabien und der Dobrudscha
- Spezialbibliothek mit Schrifttum zu deutschen Siedlungsgebieten im osteuropäischen und Schwarzmeerraum, unter anderem Bessarabien, Dobrudscha, Bukowina, Polen, Russland
- Bildarchiv
- Archiv zu deutschen Orten in Bessarabien (Heimatortskartei)
- Förderung, Herausgabe und Vertrieb von Heimatliteratur

## Verbundene Organisationen

Wappen der Bessarabiendeutschen

Wappen der Dobrudschadeutschen

Das Heimatmuseum war eng verbunden mit den früheren bessarabiendeutschen Vereinigungen:
- Hilfskomitee der Evangelisch-lutherischen Kirche aus Bessarabien
- Landsmannschaft der Bessarabiendeutschen
- Alexander-Stift (Diakonische Altenpflegeeinrichtung)